# Coredo
Coredo este o comună din provincia Trento, regiunea Trentino-Alto Adige, Italia, cu o populație de 1.645 de locuitori și o suprafață de 32.64 km².

## Demografie
Format:Demografia/Coredo